# كانتون مونتالفو
كانتون مونتالفو (بالإنجليزية: Montalvo Canton)‏ هو كانتون في الإكوادور، يتبع مقاطعة لوس ريوس، عاصمته Montalvo ‏. بلغ عدد سكانها في تعداد عام 2001 20,067 نسمة.

## السكان
المجموعات العرقية في التعداد الإكوادوري لعام 2010:
| العرقية               | النسبة |
| --------------------- | ------ |
| ميستيثو               | 66.7%  |
| مونتوبيو              | 24.7%  |
| الإكوادوريون الأفارقة | 4.9%   |
| اللاتينيون            | 2.9%   |
| السكان الأصليون       | 0.5%   |
| أخرى                  | 0.2%   |